# Enclosure (John Frusciante)
Enclosure è un album discografico del cantautore e chitarrista John Frusciante, pubblicato nel 2014.
Il 18 febbraio 2014, Frusciante ha reso il brano "Scratch", scritto durante la sessione di Empyrean, disponibile attraverso il suo sito per il download gratuito.

## Uscita
Il 29 marzo 2014, una copia di Enclosure è stata caricata su un CubeSat sperimentale, soprannominato dalla Record Collection come Sat-JF14, e lanciato nello spazio a bordo di un razzo interorbitale Systems Neptun Modular Rocket.
A partire dal 31 marzo e fino alla data di uscita dell'album, i fan di tutto il mondo poterono scaricare gratuitamente l'applicazione mobile Sat-JF14, che fu pensata per consentire agli utenti di monitorare il movimento satellitare in tempo reale (anche se probabilmente il satellite era in realtà solo una simulazione, dato che raggiunse l'altezza massima di 310 km prima di cadere a terra). Quando il satellite "sorvolava" la regione geografica degli utilizzatori, l'applicazione avrebbe consentito lo sblocco in anteprima dell'album per permetterne l'ascolto.

## Accoglienza
Metacritic, che assegna un punteggio in base alla media ponderata di 100 recensioni da parte della critica mainstream, l'album ha ricevuto un punteggio medio di 55, indicando quindi una recensione "contrastante o nella media".

## Tracce
1. Shining Desert – 4:46
2. Sleep – 4:23
3. Run – 2:15
4. Stage – 3:09
5. Fanfare – 4:50
6. Cinch – 6:25
7. Zone – 4:07
8. Crowded – 3:47
9. Excuses – 3:53